# Pravda

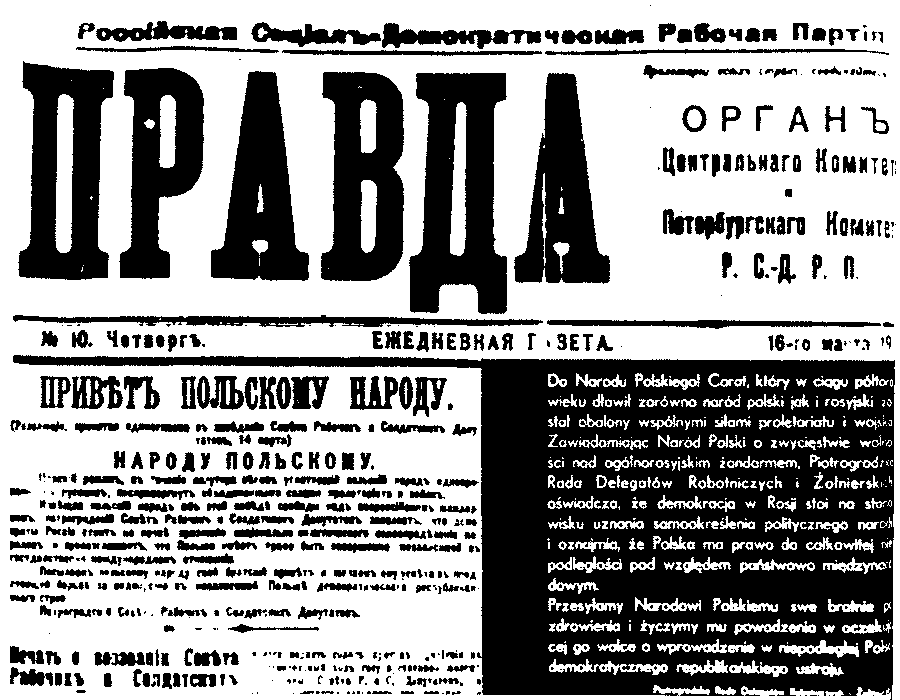
Un numero del giornale sovietico del 16 marzo 1917

La Pravda (in russo Правда?, lett. "Verità") è un quotidiano russo fondato nel 1912. È stato l'organo di stampa ufficiale del Partito Comunista dell'Unione Sovietica dal 1922 al 1991. Dal 1997, lo è del Partito Comunista della Federazione Russa.

## Storia

### Origini
La prima Pravda fu fondata da Lev Trockij ed era un giornale di impostazione socialdemocratica destinata agli operai russi; veniva pubblicata all'estero - il primo numero a Vienna, il 3 ottobre del 1908 - per sfuggire alla censura della Russia zarista. Fallito nel 1910 il tentativo di ricomporre la scissione del Partito Operaio Socialdemocratico Russo, dal momento che il giornale di Trockij aveva dovuto sospendere le pubblicazioni per mancanza di fondi, un giornale di eguale nome fu fondato il 5 maggio 1912 dalla fazione bolscevica, che ne fece il principale mezzo di comunicazione del Partito. Il giornale fu chiuso dalla censura zarista nel luglio 1914. Nei due anni successivi, cambiò il suo nome otto volte. Il rovesciamento dello zar Nicola II da parte della rivoluzione di febbraio del 1917 permise alla Pravda di riaprire, il 5 marzo 1917. Proprio attraverso la Pravda Lenin pubblicò, nell'aprile 1917, le celebri Tesi di aprile, che determinarono una significativa svolta nel processo rivoluzionario sovietico.

### Periodo sovietico
Gli uffici del giornale furono trasferiti a Mosca il 3 marzo 1918 quando la capitale sovietica fu spostata in tale città. La Pravda divenne una pubblicazione ufficiale, sebbene non molto apprezzata come fonte di notizie obiettiva e imparziale, la Pravda era considerata – sia dai cittadini sovietici che dal mondo esterno – come un portavoce del governo e quindi un riflesso affidabile delle posizioni del governo sovietico su varie questioni. La pubblicazione di un articolo sulla Pravda poteva essere presa come un'indicazione di un cambiamento nella politica sovietica o il risultato di una lotta di potere nella leadership sovietica, e i sovietologi occidentali leggevano regolarmente la Pravda e prestavano attenzione ai dettagli e alle sfumature più minute del Partito Comunista Sovietico. Raggiunse la massima notorietà nel mondo occidentale durante la guerra fredda.

### Periodo post-sovietico
Le pubblicazioni vennero sospese il 22 agosto 1991, in seguito a decreto di Boris El'cin, dopo che il giornale fu accusato di aver sostenuto il Putsch d'agosto, il giornale riprese a uscire già nel settembre 1991.
A seguito dello scioglimento dell'Unione Sovietica, il giornale fu venduto alla società ZAO Pravda International dell'uomo d'affari greco Yiannis Yannikos, cessando di essere l'organo ufficiale del Partito Comunista dell'Unione Sovietica e uscendo fino al 1996 come "giornale politico generale".
Subì una nuova sospensione dal 5 al 21 ottobre 1993 in seguito alla crisi costituzionale del 1993.
Nel 1996, controversie tra la proprietà e parte della redazione portarono a una rottura: la Pravda International fondò il sito web pravda.ru, a tutt'oggi attivo e senza alcun rapporto con la vecchia Pravda. Il quotidiano continuò a uscire in maniera indipendente, in formato tabloid, venendo acquistato nel 1997 dal Partito Comunista della Federazione Russa di cui è da allora organo ufficiale.
Esistono e sono esistiti numerosi quotidiani più o meno famosi dal titolo simile, spesso dedicati - almeno in origine - ad un pubblico più specifico, ad esempio la Komsomol'skaja Pravda, nato come giornale del Komsomol, movimento giovanile del Partito Comunista dell'Unione Sovietica e la Pioner'skaja Pravda, nato come giornale dell'Organizzazione dei pionieri di tutta l'Unione.
Il titolo è stato oggetto anche dell'ironia popolare, affiancato ad un altro giornale, le Izvestija (Известия, in italiano Notizie):

## Direttori
- M. E. Egorov (1912)
  - P. G. Žibarov, F. P. Saburov, K. P. Michajlov, N. A. Klerikov, V. A. Šelgunov , M. D. Šumilov (1912-1914)
- Comitato editoriale: K. S. Eremeev, M. I. Kalinin, M. S. Ol'minskij, J. V. Stalin, M. I. Ul'janova, L. B. Kamenev, M. K. Muranov, V. I. Lenin, G. Ja. Sokol'nikov, V. M. Molotov (come segretario editore), (marzo-dicembre 1917)
- Nikolaj Ivanovič Bucharin, (1918-1929)
- Michail S. Ol'minskij
- Ufficio del comitato editoriale: H. I. Krumin (redattore supervisore), N. N. Popov e E. M. Jaroslavskij (1929-1930)
- Maksimilian Aleksandrovič Savel'ev, (1930)
- Lev Zacharovič Mechlis, (1930-1937)
- Ivan Efimovič Nikitin, (1937-1938)
- Pëtr Nikolaevič Pospelov, (1940-1949)
- Michail Andreevič Suslov, (1949-1950)
- Leonid Fëdorovič Il'ičëv, (1951-1952)
- Dmitrij Trofymovyč Šepilov, (1952-1956)
- Pavel Satjukov, (1956-1964)
- Aleksej Matveevič Rumjancev, (1964-1965)
- Michail Vasil'evič Zimjanin, (1965-1976)
- Viktor Grigor'evič Afanas'ev, (1976-1989)
- Ivan Timofeevič Frolov, (1989-1991)
- Gennadij Nikolaevič Seleznëv (1991-1993)
- Viktor Alekseevič Linnik (1993-1994)
- Aleksandr Alekseevič Il'in (1994-2003)
- Valentina Nikolaevna Nikiforova (2003-2005)
- Valentin Sergeevič Šurčanov (2005-2009)
- Boris Olegovič Komockij (2009-oggi)